# Pro Evolution Soccer 4
 (juillet 2017).
Si vous disposez d'ouvrages ou d'articles de référence ou si vous connaissez des sites web de qualité traitant du thème abordé ici, merci de compléter l'article en donnant les références utiles à sa vérifiabilité et en les liant à la section « Notes et références ».
Pro Evolution Soccer 4 (Winning Eleven 8, abrégé PES 4) est un jeu vidéo de football, sorti en 2004 sur PC, PlayStation 2 et Xbox.
Développé et édité par Konami, ce jeu fait partie de la série des "Pro Evolution Soccer" adaptée de "Winning Eleven 8" (version Japonaise du jeu) et de "World Soccer Winning Eleven 8" (version Américaine).

## Nouveautés
Dans les nouveautés de Pro Evolution Soccer 4
- Licences des sélections d'Espagne, d'Italie et des Pays-Bas;
- Nouveaux stades;
- Gestes techniques plus nombreux;
- Certains grands joueurs ont leurs propres style de jeu;
- Gestion des coups francs améliorés;
- L'intelligence artificielle des arbitres a été améliorée et sont désormais présents sur le terrain.